# In fuga (romanzo)
In fuga è un romanzo della poetessa e scrittrice canadese Anne Michaels. Pubblicato originalmente nel 1996 (nel Regno Unito nel 1997), è uscito in Italia nel 1997. Ha ricevuto diversi premi, tra cui l'Orange Prize nel 1997.
È scritto in due sezioni, intitolate Libro I e Libro II. Il primo narra la storia di Jakob Beer, ebreo che da bambino in Polonia sfugge ai nazisti che lo volevano uccidere. Viene salvato da un geologo greco, Athos Roussos, che lo adotta e lo porta a vivere a Zante, in Grecia. Dopo la Seconda Guerra Mondiale, la coppia emigra a Toronto. Il romanzo racconta la vita di Jakob, il suo matrimonio, le sue altre vicende e la sua passione per la poesia. Il secondo libro è scritto dalla prospettiva di un ammiratore delle poesie di Jakob, Ben.
Il romanzo è scritto in stile poetico con persistenti livelli di metafora, spesso generati dall'intervento di Athos Roussos. La ricerca paleobotanica di Roussos implica sia la graduale scoperta fisica di strati geologici, sia quella di strati temporali di cambiamento e di degrado. Il romanzo esplora i temi del trauma, del dolore, della perdita e della memoria, come anche la disamina sia personale che scientifica.

## Incipit
Figlio della palude, nacqui dalle strade fangose della città sommersa. Per più di mille anni, soltanto i pesci avevano passeggiato sui marciapiedi di legno di Biskupin. Le case, costruite rivolte verso il sole, furono allagate dalla limacciosa oscurità del fiume Gasawaka. I giardini fiorirono magnifici nel silenzio subacqueo; ninfee, giunchi, stramonio.

Nessuno nasce una volta sola. Chi è fortunato, vedrà di nuovo la luce tra le braccia di qualcuno; oppure, se sfortunato, si sveglierà quando la lunga coda del terrore sfiorerà l'interno del suo cranio.»

## Versioni cinematografiche
Il romanzo è stato trasposto in film dal produttore cinematografico Robert Lantos tramite la sua società di Toronto Serendipity Point Films Inc. ed è stato presentato inizialmente al Toronto International Film Festival del 2007. Diretto dal regista Jeremy Podeswa e basato sulla sua stessa sceneggiatura del romanzo della Michaels, ha avuto come interpreti principali gli attori Stephen Dillane nella parte di Jakob Beer e Rade Šerbedžija nella parte di Athos.

## Edizioni
- (EN) Anne Michaels, Fugitive Pieces, Bloomsbury Publishing, 1997,  pagg. 304, ISBN 978-0747529392.
- Anne Michaels, In fuga, Traduzione di Roberto Serrai, collana Astrea62, Giunti Editore, 1997,  pagg. 256, ISBN 978-8809019263. URL consultato il 29 agosto 2015 (archiviato dall'url originale il 18 agosto 2015).

## Riconoscimenti
2001 - Premio letterario Giuseppe Acerbi